# スタイラー
スタイラー株式会社（英: STYLER Inc.）は日本のインターネット企業である。ファッションサービス「FACY」を運営している。

## 概要
代表の小関翼が日・英のメガバンクを経て入社したAmazon時代に、ライフスタイル分野では売り手と買い手間の情報に非対称性が大きく、ウェブでの取引に限界があることを実感し、2015年3月4日に「スタイラー株式会社」を設立。現在ファッションサービス「FACY（フェイシー）」を展開している。